# Relaciones México-Siria
Las naciones de México y Siria establecieron relaciones diplomáticas en 1950. Ambas naciones son miembros de las Naciones Unidas.

## Historia
A principios del siglo XX, varios miles de sirios emigraron del Imperio otomano (de lo cual Siria formaba parte de) a México. Muchos de los emigrantes sirios fueron de origen judío principalmente de las ciudades sirios de Alepo y Damasco. Varios intelectuales, políticos y empresarios mexicanos prominentes son de origen sirio.
México y Siria establecieron relaciones diplomáticas el 28 de agosto de 1950. En 1958, Siria se unió con Egipto a formar la República Árabe Unida. Ese mismo año, las relaciones entre México y Siria cesaron mientras que México mantuvo relaciones diplomáticas con El Cairo. En 1961, Siria se separó de la unión y se convirtió nuevamente en una nación independiente. México restableció las relaciones diplomáticas con Siria en septiembre de 1961.
En 1994, México abrió un consulado honorario en Damasco. En octubre de 2009, la subsecretaria de Relaciones Exteriores de México, Lourdes Aranda Bezaury, realizó una visita a Siria. Durante su visita a Siria, se reunió con el ministro de Relaciones Exteriores sirio, Walid Mualem, y reiteró el interés de México en expandir y fortalecer su presencia en la región, así como en fortalecer las relaciones con los países árabes. En septiembre de 2010, una delegación de Siria participó en los festejos del Bicentenario de la Independencia de México. En diciembre de 2010, el ministro de Medio Ambiente sirio, Kawkab Sabah al-Daya, realizó una visita a México para asistir a la Conferencia de las Naciones Unidas sobre el Cambio Climático de 2010 celebrada en Cancún.
En marzo de 2011, comenzó la Guerra civil siria. Desde entonces, las relaciones entre ambas naciones se han vuelto inexistentes. Desde el comienzo de la guerra civil, la posición de México respecto del conflicto sirio ha sido en condenar la violencia causada por las partes involucradas en él y ha expresado su preocupación por las graves consecuencias y la tragedia humanitaria derivadas de la crisis en ese país. México también ha condenado enérgicamente el uso de armas químicas y las graves violaciones a los derechos humanos y al Derecho Internacional Humanitario. México considera que la única solución viable al conflicto en Siria es una de naturaleza política, por lo que ha llamado a la comunidad internacional para que actúe de manera responsable y evite el envío de equipo militar y armas a cualquiera de las partes.En 2014, México cerró su consulado honorario en Damasco.
En julio de 2014, el secretario de Relaciones Exteriores de México, José Antonio Meade, visitó Jordania y viajó a visitar el campo de refugiados sirios de Zaatari para observar la crisis humanitaria que enfrentan los refugiados. En 2015, el gobierno mexicano permitió que algunos refugiados sirios vinieran a México para completar su educación universitaria, con la ayuda de una ONG mexicana local. México también donó $3 millones de dólares para apoyar a los refugiados sirios en Jordania, Líbano y en Turquía.
En febrero de 2023, Siria sufrió una serie de terremotos. En respuesta, el gobierno mexicano envió una misión de búsqueda y rescate a Siria y donó $6 millones de dólares a las Naciones Unidas en Siria para que los utilizaran en la asistencia a las víctimas del terremoto.

## Visitas de alto nivel
Visitas de alto nivel de México a Siria
- Subsecretaria de Relaciones Exteriores Lourdes Aranda Bezaury (2009)

Visitas de alto nivel de Siria a México
- Ministro de Medio Ambiente Kawkab Sabah al-Daya (2010)

## Acuerdos bilaterales
Ambas naciones han firmado un Acuerdo de Cooperación Educativa y Cultural (2004).

## Relaciones comerciales
En 2023, el comercio bilateral entre México y Siria ascendió a $311,000 dólares. Las principales exportaciones de México a Siria es la pimienta cruda. Las principales exportaciones de Siria a México incluyen: sillas médicas y dentales, condensadores eléctricos, plantas y semillas, plástico, candados, y jabón.

## Misiones diplomáticas
- México está acreditado ante Siria a través de su embajada en Beirut, Líbano.[15]
- Siria no tiene una acreditación para México.